# Sabicea amazonensis
Sabicea amazonensis är en måreväxtart som beskrevs av Herbert Fuller Wernham. Sabicea amazonensis ingår i släktet Sabicea och familjen måreväxter. Inga underarter finns listade i Catalogue of Life.